# Манастир Сасе
Манастир Свете Тројице је мушки манастир Српске православне цркве. Припада Митрополији дабробосанској. Налази се у Сасама, од Братунца удаљен 13 километара, на регионалном путу Братунац-Скелани. Смјештен је у непосредној близини античког локалитета Домавија.

## Историја
Манастир је саграђен 1242. године и био је метох /имање/ манастира Хиландара. Задужбина је Уроша Немањића, чији је крст дуго чуван у овом манастиру. С обзиром да се манастир налази на подручју које је још у доба Римљана било познато по богатим налазиштима сребра, олова и цинка, сматра се да је подигнут из религиозних потреба православних радника у рудницима овога краја. Турским освајањем Босне запустили су рудници и рударска насеља а са њима и манастир Сасе.
Готово 400 година су темељи некадашњег манастирског храма били прекривени наслагом земље, заборава и незнања. Тек 1858. године сашки рудари су откопали манастирске темеље и на њима саградили нову цркву, коју су према Ђорђу Беатовићу посветили светом апостолу Петру. Ова црква је преко 100 година служила као парохијска и то у најдужем периоду као братуначка.
Темељи и зидове цркве у Сасама ископани су и обновљени 1850. године.

## Садашњост
Нова обнова манастира почиње 1989. године када су освештани темељи за манастирски конак и постављен је нови бакарни кров приликом обележавања 750 година постојања. Почетак ратних дејстава онемогућио је велику свечаност освећења манастирског конака која је планирана 1991. године. Манастирски храм је током рата, почетком 1992. године, претрпио оштећења а новосаграђени конак је уништен.
Залагањем Његовог Преосвештенства епископа зворничко-тузланског господина Василија стварају се услови за поновно оживљавање монашког живота у овом манастиру. Стари манастирски храм је порушен и у изградњи је нови који би требало да се покрије до краја 2003. године.
Тренутно су на овој локацији два монтажна објекта, један за потребе богослужења, а други са келијама, дневним боравком и кухињом служи за потребе конака.
Порушена црква је била прекривена бакарним лимом испод којег се налазио старији кров од шиндре. На олтару се налази један прозор док су на подужним фасадама била два и сви су били завршени плитким сегментним луковима. На западној страни се налазио лучни улаз помјерен из центра фасаде на сјеверну страну камена рељефна плоча, споља је била уграђена на јужној страни прочеља и представљала је касно антички двојни допојасни портрет. Претпоставља се да се радило о надгробном карактеру.
Манастир Сасе прославља Светог цара Уроша као задужбинара и тим повод је Владика Василије, 5. децембра 2007. године, предао манастиру дио моштију краља Уроша (дар Владике будимљанско-никшићког Господина Јоаникија) и дио моштију цара Уроша (дар Његове Светости Патријарха српског Господина Павла).

## Галерија
- Изглед манастирске цркве